# Premis ATV 1999
Els II Premis ATV corresponents a 1999 foren entregats per l'Acadèmia de les Ciències i les Arts de Televisió d'Espanya el 19 de març de 2000 en una gala celebrada al Palau de Congressos de Madrid i retransmesa per Antena 3. Fou presentada per Concha Velasco i hi actuaren Ketama i Mónica Naranjo. Va obrir la presentació el president de l'Acadèmia Antonio Mercero.

## Guardonats
| Categoria                                | Programa                                                | Persona                                                 | Resultat   |
| ---------------------------------------- | ------------------------------------------------------- | ------------------------------------------------------- | ---------- |
| Interpretació Masculina                  | El Comisario                                            | Fernando Valverde                                       | Guanyador  |
| Interpretació Masculina                  | 7 vidas                                                 | Javier Cámara                                           | Nominat    |
| Interpretació Masculina                  | Tío Willy                                               | Andrés Pajares                                          | Nominat    |
| Interpretació Femenina                   | 7 Vidas                                                 | Amparo Baró                                             | Guanyadora |
| Interpretació Femenina                   | La casa de los líos                                     | Lola Herrera                                            | Nominada   |
| Interpretació Femenina                   | Periodistas                                             | Amparo Larrañaga                                        | Nominada   |
| Comunicador de Programes d'Entreteniment | Crónicas marcianas                                      | Javier Sardà                                            | Guanyador  |
| Comunicador de Programes d'Entreteniment | Todo en familia                                         | Ramón García                                            | Nominat    |
| Comunicador de Programes d'Entreteniment | El informal                                             | Javier Capitán i Florentino Fernández                   | Nominats   |
| Comunicador de Programes Informatius     | Antena 3 Noticias                                       | Matías Prats                                            | Guanyador  |
| Direcció                                 | Páginas ocultas de la Historia                          | Javier Díez Moro                                        | Guanyador  |
| Realització                              | Campeonatos del Mundo de Atletismo                      | Jaime Garrido                                           | Guanyador  |
| Productor Executiu                       | Periodistas                                             | Daniel Écija, Pilar Nadal i Felipe Mellizo              | Guanyador  |
| Guió                                     | Ésta es mi tierra                                       | Josefina Molina                                         | Guanyadora |
| Direcció Artística                       | Periodistas                                             | Fernando González                                       | Guanyadora |
| Direcció Artística                       | La rosa de piedra                                       | Juan Ramón Martín                                       | Nominat    |
| Fotografia                               | Yo estuve bajo la Estrella Polar                        | Antonio Pérez Grueso                                    | Guanyador  |
| Música Original                          | Al filo de lo imposible                                 | Suso Saiz                                               | Guanyador  |
| Música Original                          | La rosa de piedra                                       | Eva Gancedo                                             | Nominada   |
| Programa de Ficció                       | El Comisario                                            | El Comisario                                            | Guanyador  |
| Programa de Ficció                       | 7 Vidas                                                 | 7 Vidas                                                 | Nominat    |
| Programa de Ficció                       | Compañeros                                              | Compañeros                                              | Nominat    |
| Programa de variedats i concursos        | Saber y ganar                                           | Saber y ganar                                           | Guanyador  |
| Programa de variedats i concursos        | Grand Prix                                              | Grand Prix                                              | Nominat    |
| Programa de variedats i concursos        | Esos locos bajitos                                      | Esos locos bajitos                                      | Nominat    |
| Magazine, Talk show                      | Caiga quien caiga                                       | Caiga quien caiga                                       | Guanyador  |
| Programa Informatiu                      | Madrid Directo                                          | Madrid Directo                                          | Guanyador  |
| Programa Infantil                        | Club Disney                                             | Club Disney                                             | Guanyador  |
| Programa Divulgatiu                      | El 98                                                   | El 98                                                   | Guanyador  |
| Programa Esportiu                        | Retransmissió Campionats del Món d'Atletisme de Sevilla | Retransmissió Campionats del Món d'Atletisme de Sevilla | Guanyador  |
| Premi Especial a tota una vida           | José de las Casas Acevedo                               | José de las Casas Acevedo                               | Guanyador  |